# アサヒロジスティクス
アサヒロジスティクス株式会社は、埼玉県さいたま市大宮区に本社を置く中堅物流事業者である。

## 概要
食品物流を専門とし、スーパーマーケット、外食産業、コンビニエンスストア、食品メーカーの物流を3PLの形態で行っている。
ヤオコー、セブン-イレブン、すかいらーく、レインズインターナショナル、小田急OXなど有力企業の配送・保管・仕分け等のセンター運営業務を手がける。
2020年6月には、東北初進出となる「仙台共配センター」を開設。関東と東北をつなぐ幹線便の整備により、東日本全域をカバーする食品物流のネットワークを構築。外食チェーン店舗への納品やセンター間納品をローコストで実現できる体制が整ってきた。
自社設備である研修施設「滑川福田センター」も完備。自動車教習所さながらの運転コースやドライブシミュレーターを使用した実技と、トラックの特性や運転マナーを学べる座学の研修等の様々な教育プログラムで、未経験者やトラック運転に不安を抱える人でも安心して物流業にチャレンジできる環境を整えている。
車両台数は1,500台超。アサヒグループホールディングス・アサヒビールなどで構成されるアサヒグループとは無関係（ちなみにアサヒグループにも、同じく物流事業者であるアサヒロジ株式会社が存在する）。

## 沿革
- 1945年 創業。明治乳業株式会社の原乳輸送を行う。
- 1955年 旭運輸株式会社となる。
- 1959年 全国初の10tタンクローリー車を導入。
- 1995年 本社を埼玉県比企郡嵐山町花見台(嵐山花見台工業団地)に移転。
- 2001年 アサヒロジスティクス株式会社に社名変更。
- 2002年 ISO9001:2000を認証取得。
- 2016年 本社を埼玉県さいたま市大宮区桜木町に移転[1]。

## 事業所
- 狭山チルド物流センター　　　　（埼玉県狭山市）
- 狭山グロッサリー物流センター　（埼玉県狭山市）
- 熊谷物流センター　　　　　　　（埼玉県熊谷市）
- 千葉物流センター　　　　　　　（千葉県船橋市）
- 草加チルド物流センター　　　　（埼玉県草加市）
- 草加グロッサリー物流センター　（埼玉県草加市）
- 伊勢崎物流センター　　　　　　（群馬県伊勢崎市）
- 長岡中之島物流センター　　　　（新潟県長岡市）
- 長岡中之島営業所　　　　　　　（新潟県長岡市）
- 長岡北事業所　　　　　　　　　（新潟県長岡市）
- 長岡共配センター　　　　　　　（新潟県長岡市）
- 横浜緑物流センター　　　　　　（神奈川県横浜市）
- 草加常温センター　　　　　　　（埼玉県草加市）
- 越谷営業所　　　　　　　　　　（埼玉県越谷市）
- 白井営業所　　　　　　　　　　（千葉県白井市）
- 狭山営業所　　　　　　　　　　（埼玉県狭山市）
- 取手営業所　　　　　　　　　　（茨城県守谷市）
- 水海道営業所　　　　　　　　　（茨城県常総市）
- 新潟営業所　　　　　　　　　　（新潟県新潟市）
- 仙台営業所　　　　　　　　　　（宮城県仙台市）
- 北上営業所　　　　　　　　　　（岩手県北上市）
- 秋田営業所　　　　　　　　　　（秋田県秋田市）
- 青森営業所　　　　　　　　　　（青森県青森市）
- 相模原営業所　　　　　　　　　（神奈川県相模原市）
- 川越営業所　　　　　　　　　　（埼玉県比企郡）
- 杉戸営業所　　　　　　　　　　（埼玉県北葛飾郡）
- 両毛営業所　　　　　　　　　　（群馬県前橋市）
- 一宮営業所　　　　　　　　　　（愛知県一宮市）
- 大阪大正営業所　　　　　　　　（大阪府大阪市）
- 久喜営業所　　　　　　　　　　（埼玉県久喜市）
- 日高営業所　　　　　　　　　　（埼玉県日高市）
- 秩父営業所　　　　　　　　　　（埼玉県秩父市）
- 松戸共配センター　　　　　　　（千葉県松戸市）
- 松戸事業所　　　　　　　　　　（千葉県松戸市）
- 横浜共配センター　　　　　　　（神奈川県横浜市）
- 愛川物流センター　　　　　　　（神奈川県愛甲郡）
- 座間物流センター　　　　　　　（神奈川県座間市）
- 千葉長沼共配センター　　　　　（千葉県千葉市）
- 五霞共配センター　　　　　　　（茨城県猿島郡）
- 花見台共配センター　　　　　　（埼玉県比企郡）
- 岩槻共配センター　　　　　　　（埼玉県さいたま市）
- 仙台共配センター　　　　　　　（宮城県仙台市）
- 東北日配物流センター　　　　　（宮城県仙台市）
- 盛岡共配センター　　　　　　　（岩手県滝沢市）
- 滑川営業所　　　　　　　　　　（埼玉県比企郡）
- 東松山石橋営業所　　　　　　　（埼玉県東松山市）
- 東松山物流センター　　　　　　（埼玉県東松山市）
- 川越市場営業所　　　　　　　　（埼玉県川越市）
- 神奈川営業所　　　　　　　　　（神奈川県相模原市）
- 柏営業所　　　　　　　　　　　（千葉県柏市）
- 小牧営業所　　　　　　　　　　（愛知県小牧市）
- 西淀川営業所　　　　　　　　　（大阪府大阪市）
- 滑川福田センター　　　　　　　（埼玉県比企郡）　※研修施設

## 関連会社
- アサヒフレッシュロジ株式会社
- デイリースタッフ株式会社
- アサヒオートサービス株式会社
- スマイルサービス株式会社
- 有限会社川越自動車学校
- 株式会社ＢＰトランスポート